# Granja Real de Bygdøy
La Granja Real de Bygdøy (Noruego: Bygdøy kongsgård) es una finca y casa señorial que ocupa gran parte de la parte noroeste de Bygdøy en la península en Oslo, Noruega. Es la residencia oficial de verano de la familia real noruega.

## Historia

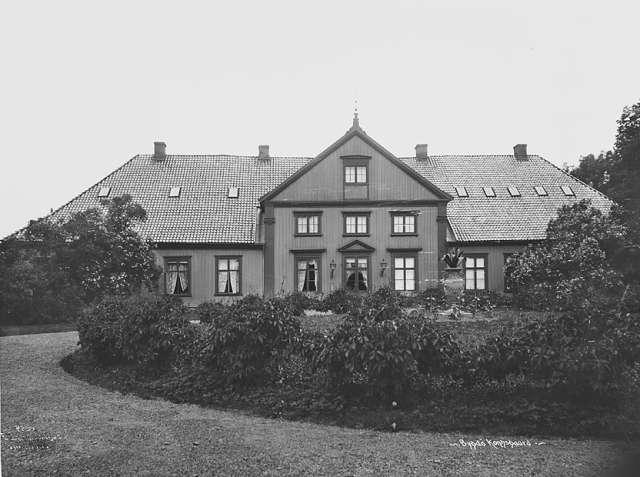
Año 1903

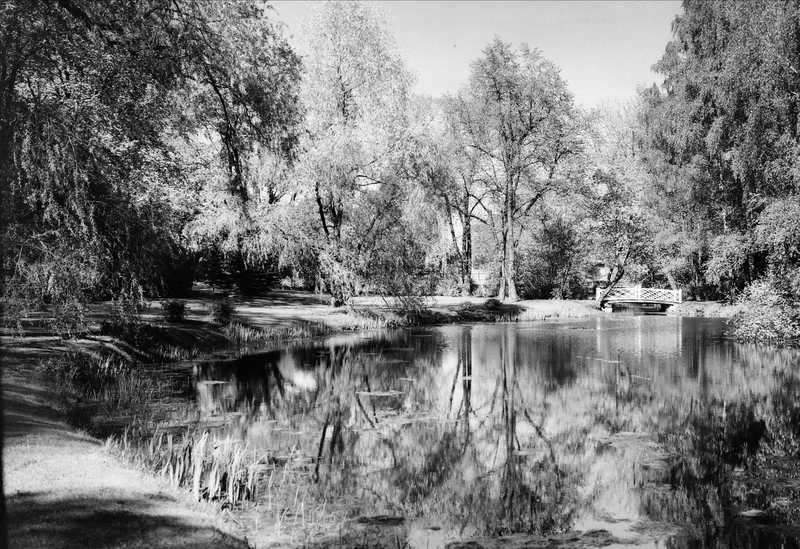
Jardín inglés de la residencia

Se trata de la residencia real noruega en uso durante más tiempo. La historia de la propiedad se remonta a la Edad Media, cuando Bygdøy estaba bajo el monasterio de Hovedøya en el interior del fiordo de Oslo. A principios del siglo XIX, la granja real fue adoptada como residencia principesca y el rey Cristian Federico vivió aquí durante el breve período que fue rey en 1814. 

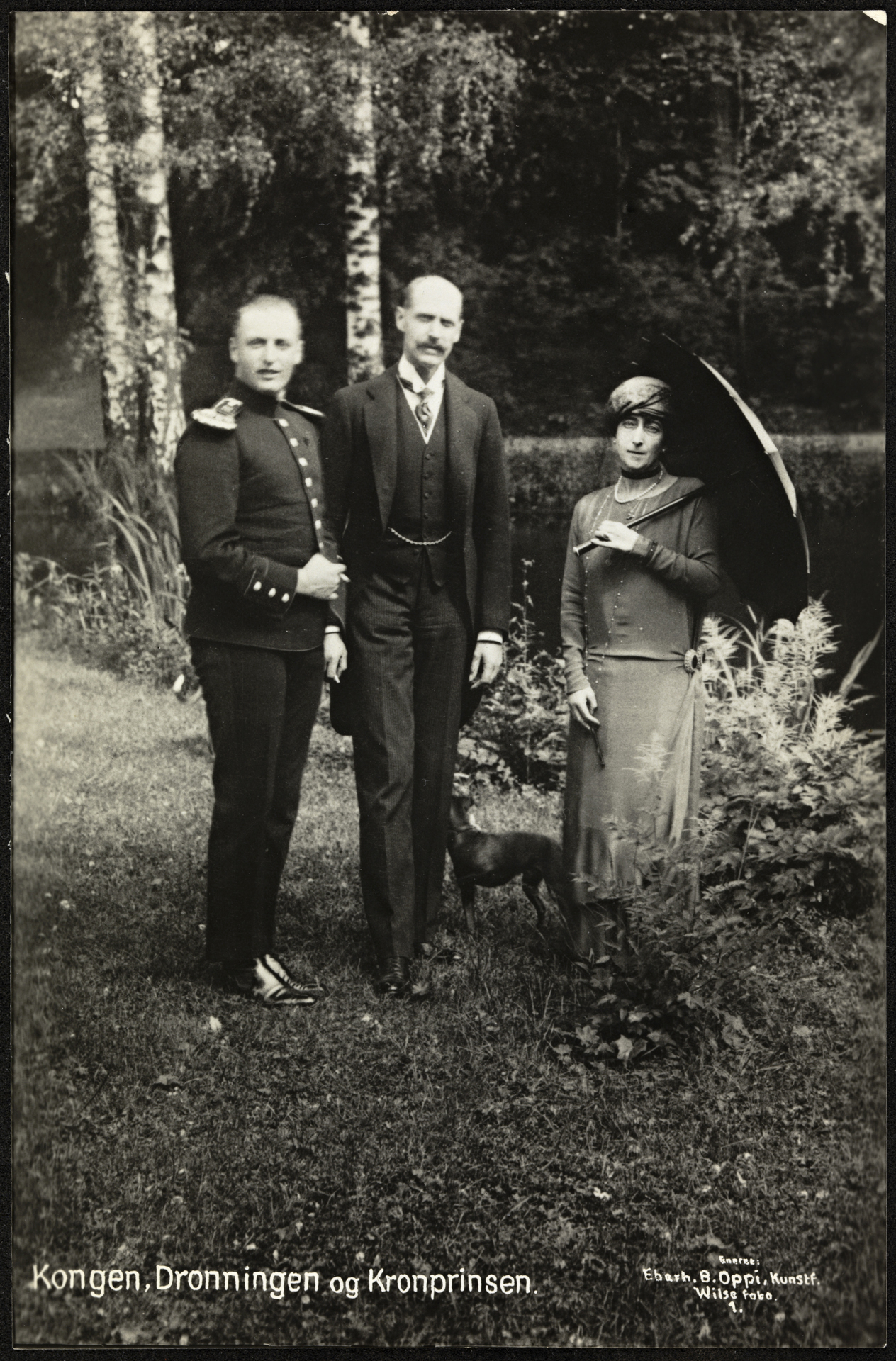
El príncipe heredero Olav, el rey Haakon VII y la reina Maud en los jardines de la residencia en el año 1924

En 1837, el rey Carlos Juan compró la propiedad al estado. Fue bajo su mando que se llevó a cabo la conversión del barroco francés al jardín paisajístico inglés. El estanque se amplió hasta lo que es hoy. La residencia fue propiedad de la familia real hasta 1863, cuando el rey Carlos IV la vendió de nuevo al estado. 
La residencia fue utilizada como residencia de verano por el rey Haakon VII y la reina Maud desde 1906 y por el rey Olav V  hasta 1991. Desde entonces estuvo inutilizada hasta el verano de 2007 cuando fue de nuevo utilizada por el rey Harald V y la reina Sonia. 